# Années 1660 av. J.-C.
Les années 1660 av. J.-C. couvrent les années de 1669 av. J.-C. à 1660 av. J.-C.

## Évènements
- 1661-1650 av. J.-C.[1] : règne d’Iptar-Sîn, roi d’Assyrie[2].